# Katsdorf
Katsdorf – gmina w Austrii, w kraju związkowych Górna Austria, w powiecie Perg. Liczy 2925 mieszkańców (1 stycznia 2015).